# Fischbach LU
| LU ist das Kürzel für den Kanton Luzern in der Schweiz. Es wird verwendet, um Verwechslungen mit anderen Einträgen des Namens Fischbach zu vermeiden. |

Fischbach ist eine politische Gemeinde im Wahlkreis Willisau des Kantons Luzern in der Schweiz.

## Geographie
Das Dorf liegt an der Strasse von Zell LU nach St. Urban. Durch die Ortschaft fliesst der gleichnamige Bach. Zur Gemeinde gehört der Weiler Leimbütz (500 m südöstlich; 649 m ü. M.) an der Strasse nach Zell. Am rechten Ufer des (Gondiswiler-)Rotbachs liegt die Streusiedelung Schönenthül. Der Rotbach bildet die Westgrenze des Orts und ist zugleich die Grenze zum Kanton Bern. Daneben gibt es Dutzende Häusergruppen und Einzelgehöfte in der hügeligen Landschaft. Höchste Erhebungen sind die Schönenthülerhöhe (763 m ü. M.) und ein Teil des Bodenbergs im Vogelgsangwald (759 m ü. M.).
Der Grossteil der Gemeindefläche ist gerodet und wird landwirtschaftlich genutzt (79,9 % des Gemeindegebiets). Nur 6,3 % sind Siedlungsfläche; Wald und Gehölz bedecken weitere 13,6 % des Areals (Stand 2015/16).
Fischbach grenzt an die luzernischen Gemeinden Altishofen, Grossdietwil, Ufhusen und Zell LU und an die Gemeinde Gondiswil im Kanton Bern.

## Bevölkerung
Die Bevölkerung wuchs bis 1850. Der Höchststand dieses Jahres wurde nie mehr erreicht. Im darauf folgenden Jahrzehnt verlor die Ortschaft durch Abwanderung einen ansehnlichen Teil der Bewohner (1850–1860: − 13,5 %). Dieser Rückgang konnte bis 1880 grösstenteils wieder wettgemacht werden. Zwischen 1888 und 1900 erfolgte ein zweiter Exodus (1888–1900: − 11,2 %). Bis 1930 folgte eine Stagnationsphase mit leichtem Wachstum (1900–1930: + 4,0 %), danach eine leichte Wachstumsphase bis 1950 (1930–1950: + 8,3 %). In den darauf folgenden Jahrzehnten bis 1980 kam es zur dritten Abwanderungsphase (1950–1980: − 21,8 %). Seit diesem absoluten Tiefststand wuchs die Einwohnerzahl bis zur Jahrtausendwende wieder (1981–2000: + 11,1 %). In den 2000er-Jahren wuchs die Einwohnerzahl nur noch leicht (2000–2010: + 4,4 %), in jüngster Zeit ist die Bevölkerungsentwicklung wieder rückläufig.
Quelle: Bundesamt für Statistik; 1850 bis 2000 Volkszählungsergebnisse, 2010 ESPOP, seit 2011 STATPOP

### Sprachen
Die Bevölkerung benutzt als Alltagssprache eine hochalemannische Mundart. Bei der letzten Volkszählung im Jahr 2000 gaben 93,95 % Deutsch, 3,83 % Albanisch und 0,88 % Serbokroatisch als Hauptsprache an.

### Religionen – Konfessionen
Früher war die gesamte Bevölkerung Mitglied der römisch-katholischen Kirche. Vor allem durch Zuwanderung aus anderen Regionen der Schweiz und dem Ausland hat sich dies geändert. Heute (Stand 2000) sieht es so aus: Es gibt 70,06 % römisch-katholische, 17,99 % evangelisch-reformierte und 0,88 % freikirchliche Christen. Daneben findet man 5,46 % Muslime und 2,21 % Konfessionslose. Die Muslime sind beinahe ausschliesslich Albanisch-Sprachige aus dem ehemaligen Jugoslawien (heute Kosovo und Mazedonien).

### Herkunft – Nationalität
2022 zählte die Gemeinde 702 Einwohner. Davon waren 613 Schweizer Staatsangehörige und 89 (= 12,7 %) Menschen anderer Staatsangehörigkeit. Die grössten Zuwanderergruppen kommen aus Deutschland (19 Menschen), Nordmazedonien (12), Italien, Portugal und der Türkei (je 6).

## Geschichte
Funde aus prähistorischer Zeit belegen, dass die Gemeinde bereits früh besiedelt wurde. In historischer Zeit waren erst die Grafen von Lenzburg die Herren. Ihr Besitz ging im 13. Jahrhundert an die Herren von Balm über. Unter deren Regentschaft taucht im Jahr 1224 erstmals in einer Tauschurkunde zwischen Eberhard von Grünenberg und dem Kloster St. Urban der Name Viscebach auf. Da Rudolf von Balm 1308 in die Ermordung von König Albrecht verwickelt war, fiel sein Besitz an die Habsburger. Die Gemeinde wurde der Grafschaft Willisau zugeteilt, wo sie bis 1415 blieb. In diesem Jahr kaufte die Stadt Luzern die gesamte Grafschaft und machte sie zur Landvogtei Willisau. Die Verhältnisse blieben so bis 1798, als Fischbach zum neu gebildeten Distrikt Altishofen kam. Bereits 1803 kam es zu einer territorialen Neueinteilung – und die Gemeinde wurde dem neu geschaffenen Amt Willisau zugeteilt.

## Politik

### Gemeinderat
Der Gemeinderat von Fischbach besteht aus drei Mitgliedern und ist wie folgt aufgestellt (Amtsperiode 2020–2024):
- Eliane Graber (Mitte): Gemeindepräsidentin
- Roland Häfliger (parteilos): Gemeindeammann
- Beat Vonmoos (SVP): Sozialvorsteher

### Kantonsratswahlen
Bei den Kantonsratswahlen 2023 des Kantons Luzern betrugen die Wähleranteile in Fischbach: Mitte (mit JMitte und Mitte60+) 49,48 %, SVP 32,07 %, FDP 11,70 %, SP 2,99 %, Grüne 2,07 % und glp 1,68 %.

### Nationalratswahlen
Bei den Schweizer Parlamentswahlen 2023 betrugen die Wähleranteile in Fischbach: SVP 43,9 %, Mitte 35,4 %, FDP 10,0 %, Grüne 2,5 %, SP 2,4 %, glp 1,3 %, übrige 4,5 %.

## Verkehr
Die Gemeinde ist durch die Postautolinie Zell-Altbüron-St. Urban ins Netz des Öffentlichen Verkehrs eingebunden. In Zell gibt es eine Station der Bahnlinie Luzern-Langenthal. Der Ort liegt an der Strasse von Zell nach St. Urban. Der nächstgelegene Autobahnanschluss ist Dagmersellen an der A2 in 12 km Entfernung.

## Persönlichkeiten
- Stefan Wolf (* 1971), Fussballspieler und -funktionär, Präsident des FC Luzern

## Bilder

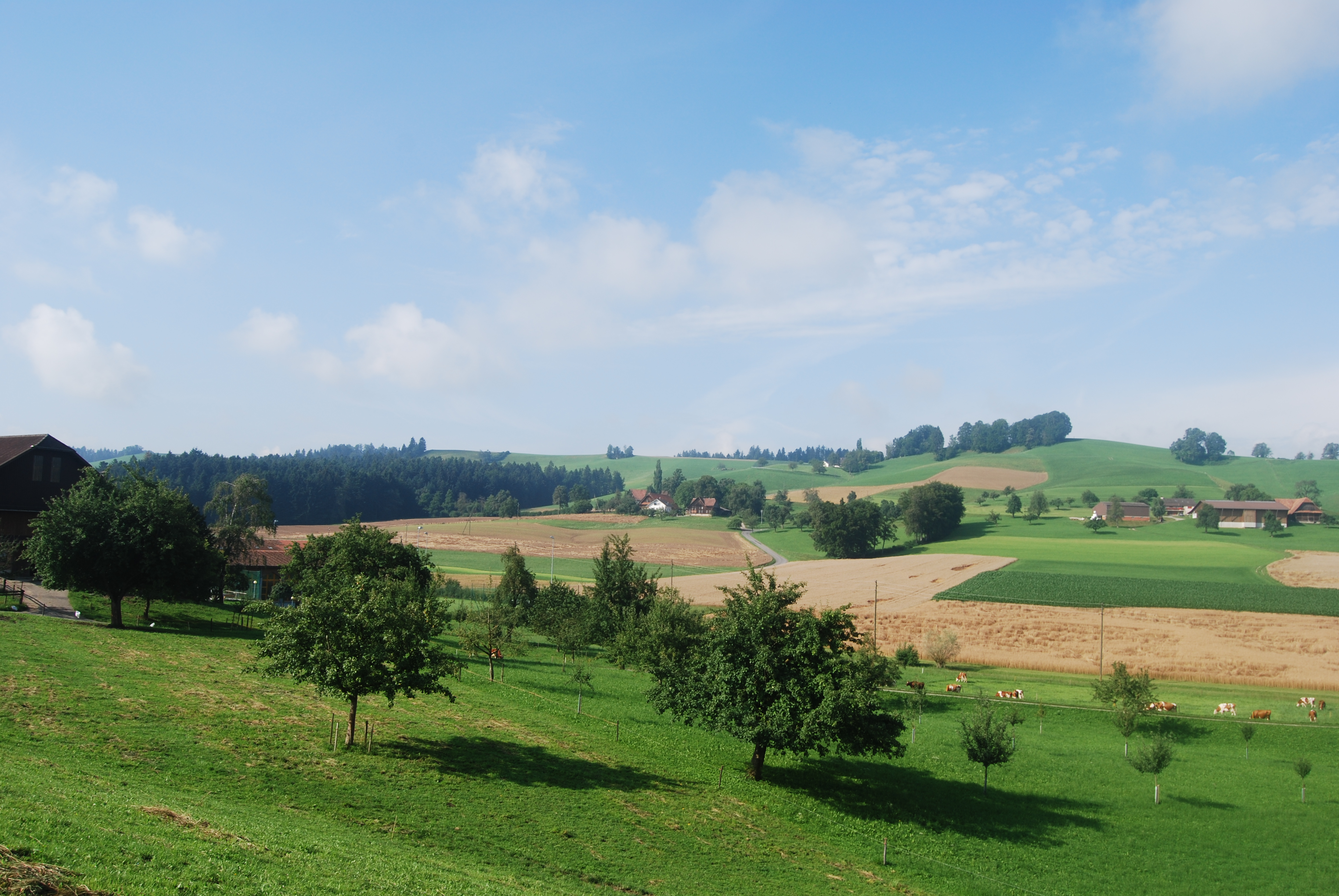
Blick auf die Siedlungen Hübeli und Tschägglen
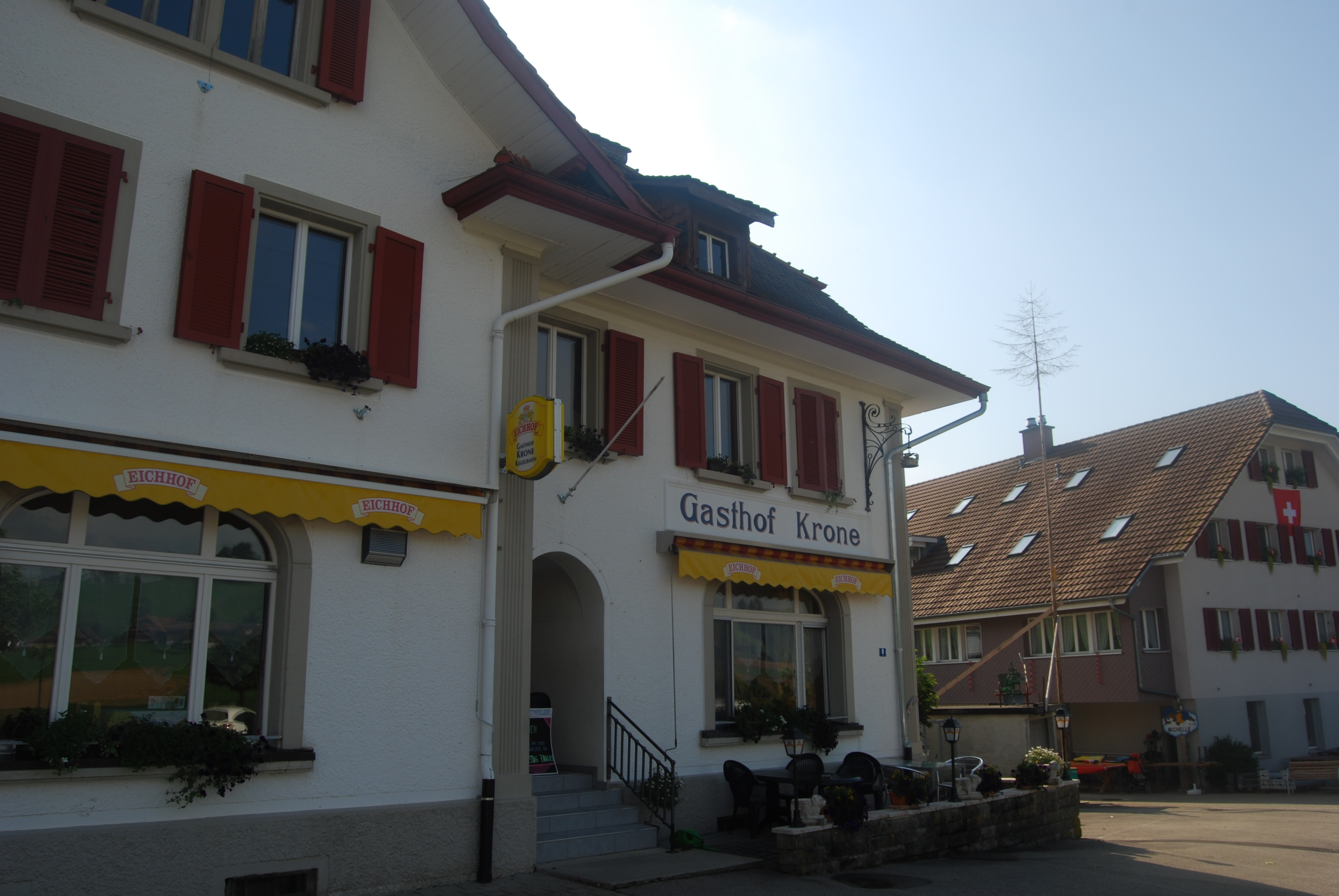
Restaurant Krone in Fischbach
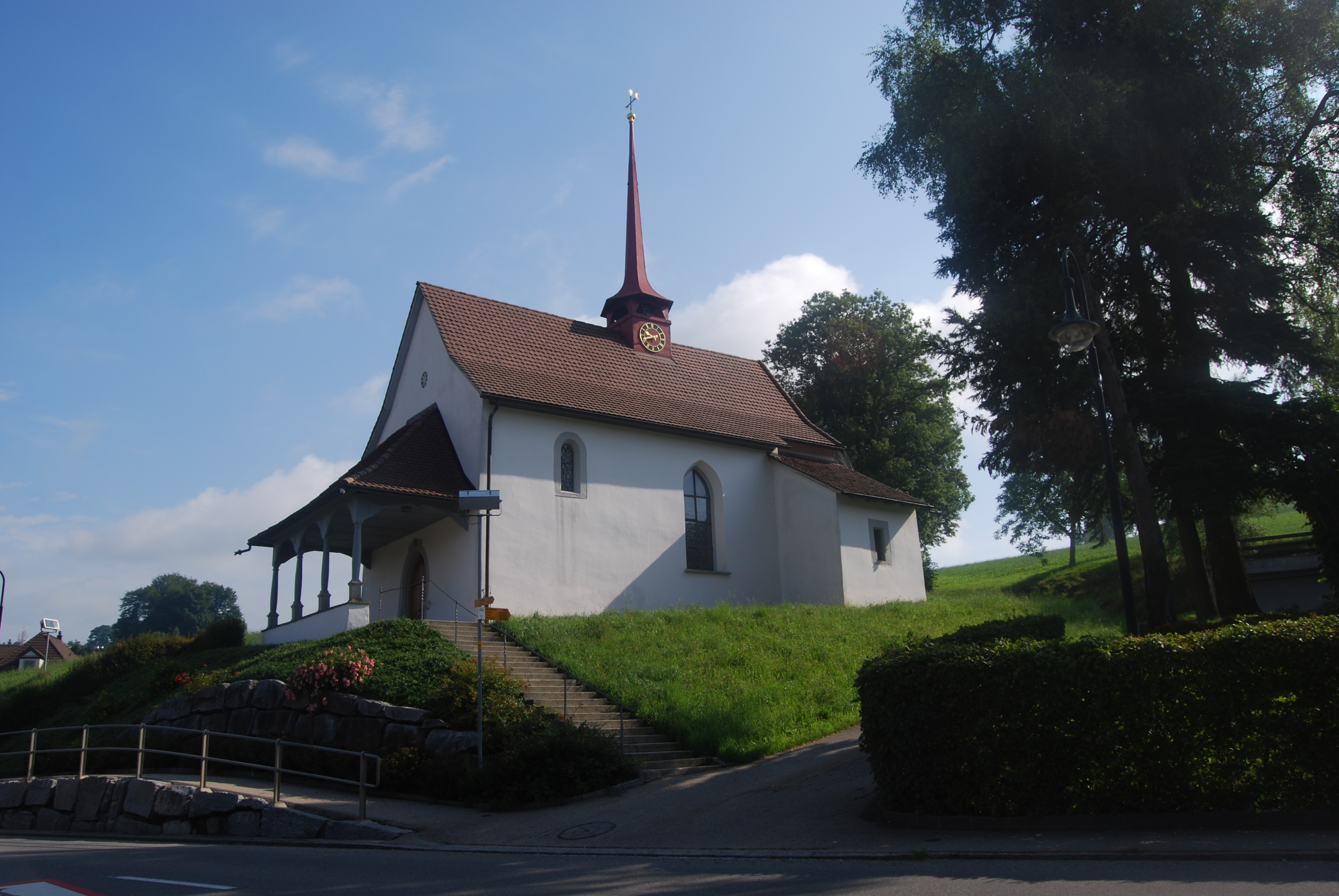
Kapelle St. Aper